# Cratichneumon ferrugops
Cratichneumon ferrugops là một loài tò vò trong họ Ichneumonidae.